# グウィドー
グウィドー（英語：Gweedore、アイルランド語：Gaoth Dobhair）は、アイルランド、ドニゴール県北部の大西洋岸に位置する町である。ゲール語（アイルランド語）の話される地域（ゲールタハト）として知られる。アイルランド語によるラジオ放送「ラヂオ・ナ・ゲルタハタ」(Raidió na Gaeltachta)のスタジオがある。

## 地名
"gaoth"は「入り江」、"dobhair"は古い言い方で「水」を意味する"dobhar"の属格で、「水の入り江」を意味する（"gaoth"には「風」という意味もあるがこの地名では違うため「風の入り江」という訳は誤り）。

## ゲール語
アイルランドの民族語であるアイルランド語（ゲール語）はこの地区のあらゆる場所で聞かれる。ドニゴール・ゲルタハトにおいてこの言語が最もよく日常生活にみられるのは疑うまでもなくグウィドーである。Údarás na Gaeltachta, Gael Uladh, Foras na Gaeilgeといった政体はゲルタハト社会の言語を保護するために作られた。この地域の標識や議会は主にアイルランド語で行なわれる。20代未満の住民は友人と英語で会話する事が多いが年齢を経る毎に民族語の使用の大切さを認識していく傾向にある。

## 経済
1980年代から1990年代にかけグウィドーには産業団地へゴム、カーペット、スレンダートーン、清掃員派遣などの20を越える大企業が進出し、産業が発達した。しかし2001年に東欧諸国の安価な労働力により大打撃を受け四千人もの失業者が出、グウィドーとその周囲の地域はひどい経済的悪影響を受けた。
2003年、産業団地はグウィドー・ビジネスパーク(Páirc Ghnó Ghaoth Dobhair)と改名されÚdarás na Gaeltachtaは産業を再興させるべく呼び込み運動を行なった。これが功を奏しスコットランドの企業がコールセンターをこの産業団地へ開設し、より多くの仕事をこの地へ供給した。
2006年現在、企業は順調に定着しており、その中には例えばEuro Iompú Teo、Sams Spudz、Contact 4、Celtic Transcriptsがある。他に少数のスーパーマーケット、コンビニエンスストア、美容師、請負業者、ガレージ、化学、パブ、カフェそれに4つの繁盛したホテルがある。

## 教育
私立学校にはデリーベッグ(Derrybeg)、バンベッグ(Bunbeg)、Meenaclady、Dore、Luinneachの5つの小学校がある。唯一の公立の学校はデリーベッグに1977年に設立されたグウィドー公立学校(Pobalscoil Ghaoth Dobhair)で、校長ノエル・オー・ガルホール(Noel Ó Gallchóir)により運営されている。これらの学校では全てアイルランド語で教育がなされ、アイルランド語での行政試験を受ける。
2004年、グウィドー・ビジネスパークに国立アイルランド大学ゴールウェイ校のキャンパスが開校した。
Acadamh na hOllscoile Ghaoth Dobhairが大臣エーモン・オー・キーヴ(Éamon Ó Cuív)により公式に設けられたのは2005年の事である。

## 自然
自然風景が美しく、その中で最も知られているのがドニゴール県最高峰エリガル山(en:Mount Errigal)であろう。この山は
Poisan Glenの深い渓谷といくつかの霧深い湖に囲まれており、アイルランド最大の国立公園「グレンヴェー国立公園」(Glenveagh National Park)がある。
海岸線は長い砂浜とごつごつした岩壁からなる。そしてゴーラ諸島やトーリー島といった美しい島々がある。背後には壮大な山々と渓谷と沼が清々しい空気と組み合わさって人里離れた世界を作り上げている。

## スポーツ
ゲーリック・フットボール、サッカーなどが盛んに若者の間で行なわれており、CLG Ghaoth Dobhair(ゲーリック体育協会)がMachaire Gathlánのゲーリックフットボール施設を有望な若者のために提供しており、有志によるサッカークラブGweedore CelticとGweedore Unitedが県と国の大会へ参加している。
この地域の有名なフットボール選手にはPat Crerand、Hugh Rua Gallagher、Niall Ó Gallchóir、Jack Phaddy Óig、Jim Mc Fadden、Hiúdaí Beag Ó Gallchóirらがいる。

## 音楽
グウィドーからは有名なミュージシャンが多数誕生している。1972年に結成されたクラナドは1千万枚ものレコードを売り上げた。アルタンはグウィドーから出たもう一つの世界的バンドで、Coshclady出身のフィドル奏者マレード・ニ・ウィニーが率いている。そしてグウィドー最大のスターが言うまでも無くエンヤ(Enya)である。彼女が世界的に七千万枚を越え売れる以前に、舞台に最初に登場したのはAmharclann Ghaoth Dobhairの小さな妖精としてであった。他にこの地の輩出した歌手にはイーファ・ニ・アーリー(Aoife Ní Fhearraigh)、マリア・マックール(Maria McCool)がある。